# Regest
Als Regest (lateinisch regestum, „Listen-, Verzeichniseintrag“ zu regerere, „zurückbringen; in ein Verzeichnis eintragen“) bezeichnet man in der Geschichtswissenschaft die Zusammenfassung des rechtsrelevanten Inhalts von Urkunden des Mittelalters und der Frühen Neuzeit. Unter dem Plural Regesten versteht man auch eine besondere Publikationsform, die Urkunden eines Ausstellers, einer Provenienz oder eines Betreffs – geordnet nach Datum – nachweisen und mit inhaltlichen Zusammenfassungen, mit Nachweisen über die Überlieferung und mit quellenkritischen Hinweisen ergänzen. Neben dem neutralen Singular Regest existiert der feminine, wohl aus dem Plural rückgebildete Singular Regeste, zum einen in der bereits genannten Bedeutung, zum anderen schweizerdeutsch in der Rechtswissenschaft für die leitsatzartige Zusammenfassung einer gerichtlichen Entscheidung.

Vom Umfang her unterscheidet man zwischen dem Kopfregest oder Kurzregest, das Aussteller, Empfänger, Ort und Datum einer Urkunde sowie eine kurze Zusammenfassung ihres rechtlichen Inhalts enthält, und dem Vollregest mit einer ausführlicheren Beschreibung des Rechtsinhalts unter Nennung aller genannten Namen, teils einschließlich der Zeugen. Auch Hinweise zur Art der Beglaubigung sowie eine Zusammenfassung der Narratio können in einem Vollregest enthalten sein. Kurzregesten erscheinen üblicherweise in Urkundeneditionen vor dem eigentlichen Text der Urkunde, während Regesten im Sinne der Publikationsform normalerweise Vollregesten enthalten.
Für eine Publikationsform ist der Begriff „Regesten“ zum ersten Mal von Peter Georgisch in seinen Regesta chronologico-diplomatica in quibus recensentur omnis generis monumenta et documenta publica (Frankfurt 1740–1744) verwendet worden.
Seit Johann Friedrich Böhmer seine Vorarbeiten zur Edition der deutschen Kaiserurkunden im Rahmen der Monumenta Germaniae Historica 1831 als Regesta Imperii veröffentlichte, hat sich eine regelrechte „Regestentechnik“ entwickelt, die inzwischen auch historische Nachrichten aus erzählenden Quellen in die chronologische Liste der Urkundenregesten einreiht.

## Wichtige Regestenwerke
- Regesten über die deutschen Königs- und Kaiserurkunden von den Karolingern bis zu Maximilian I. (ca. 751–1519) sowie der Päpste des frühen und hohen Mittelalters (Regesta Imperii)
- Päpstliche Regesten:
  - vgl. das Göttinger Papsturkundenwerk und insbesondere
  - Philipp Jaffé, Regesta pontificum Romanorum (bis 1198) – bis zum Jahr 604 ist die 3. Auflage unter Leitung von Klaus Herbers  erarbeitet worden durch Kathrin Gowers, Waldemar Könighaus, Cornelia Scherer, Thorsten Schlauwitz, Markus Schütz, Viktoria Trenkle und Judith Werner (2016, zu zitieren als J³), für die späteren Jahre noch die 2. Auflage, überarbeitet von Wilhelm Wattenbach, Samuel Loewenfeld, Friedrich Kaltenbrunner und Paul Ewald (1886–1888), zu zitieren als JK = Jaffé/Kaltenbrunner (bis 590), JE = Jaffé/Ewald (bis 882), JL = Jaffé/Loewenfeld (bis 1198) (Band 1, Band 2) zu verwenden – sowie
  - August Potthast, Regesta pontificum Romanorum (1198–1304) (zu zitieren als Potthast oder als P.)
- Regesten einzelner deutscher Länder, Bistümer und Städte (z. B. Württembergische Regesten, Regesten der Pfalzgrafen bei Rhein, Regesten der Landgrafen von Hessen.)
- Regesten der Markgrafen von Baden und Hachberg, 1214–1400. Badische Historische Commission (Hrsg.) unter Leitung von Eduard Winkelmann. Verlag der Wagner´schen Universitätsbuchhandlung, Innsbruck, Wagner 1894.
- Urkundenregesten zur Tätigkeit des deutschen Königs- und Hofgerichts bis 1451.